# Tan Aik Huang
Tan Aik Huang (* 14. Februar 1946 in Singapur) ist ein ehemaliger malaysischer Badmintonspieler. Tan Aik Mong war sein jüngerer Bruder.

## Karriere
Tan Aik Huang verzeichnet als größten Einzelerfolg den Gewinn der All England 1966 im Herreneinzel. Mit dem Team wurde er durch den Finalsieg beim Thomas Cup 1967 Mannschaftsweltmeister. Drei Jahre später verlor Malaysia das Endspiel im Thomas Cup 1970 und wurde Vizeweltmeister.

## Auszeichnungen
- 26. September 1966: Penang Badminton Association Silver Plate

## Sportliche Erfolge
| Jahr | Veranstaltung               | Disziplin    | Platz | Name                                                             |
| ---- | --------------------------- | ------------ | ----- | ---------------------------------------------------------------- |
| 1964 | Penang Closed Championships | Herreneinzel | 1     | Tan Aik Huang                                                    |
| 1965 | All England                 | Herreneinzel | 2     | Tan Aik Huang                                                    |
| 1965 | Penang Closed Championships | Herreneinzel | 1     | Tan Aik Huang                                                    |
| 1965 | Malaysian Open              | Herreneinzel | 1     | Tan Aik Huang                                                    |
| 1966 | Malaysia Open               | Herrendoppel | 1     | Tan Aik Huang / Eddy Choong                                      |
| 1966 | Malaysia Open               | Herreneinzel | 1     | Tan Aik Huang                                                    |
| 1966 | All England                 | Herreneinzel | 1     | Tan Aik Huang                                                    |
| 1966 | Penang Closed Championships | Herreneinzel | 1     | Tan Aik Huang                                                    |
| 1966 | Canada Open                 | Herreneinzel | 1     | Tan Aik Huang                                                    |
| 1966 | US Open                     | Herreneinzel | 1     | Tan Aik Huang                                                    |
| 1967 | All England                 | Herreneinzel | 2     | Tan Aik Huang                                                    |
| 1967 | Singapore Open              | Herreneinzel | 1     | Tan Aik Huang                                                    |
| 1967 | Thomas Cup                  | Team         | 1     | Malaysia                                                         |
| 1967 | Penang Closed Championships | Herreneinzel | 1     | Tan Aik Huang                                                    |
| 1967 | Denmark Open                | Herreneinzel | 1     | Tan Aik Huang                                                    |
| 1968 | Singapore Open              | Herreneinzel | 1     | Tan Aik Huang                                                    |
| 1968 | Malaysia Open               | Herreneinzel | 1     | Tan Aik Huang                                                    |
| 1968 | All England                 | Herreneinzel | 2     | Tan Aik Huang                                                    |
| 1968 | Penang Closed Championships | Herrendoppel | 1     | Tan Aik Mong / Tan Aik Huang                                     |
| 1969 | All England                 | Herrendoppel | 3     | Tan Aik Mong / Tan Aik Huang                                     |
| 1969 | Penang Closed Championships | Herrendoppel | 1     | Tan Aik Mong / Tan Aik Huang                                     |
| 1969 | Singapore Pesta             | Herrendoppel | 3     | Tan Aik Mong / Tan Aik Huang                                     |
| 1970 | Thomas Cup                  | Team         | 2     | Malaysia                                                         |
| 1971 | Südostasienspiele           | Herreneinzel | 1     | Tan Aik Huang                                                    |
| 1971 | Asienmeisterschaft          | Team         | 2     | Malaysia (Tan Aik Mong, Tan Aik Huang, Abdul Rahman, Ng Tat Wai) |
| 1972 | Belgian International       | Herreneinzel | 1     | Tan Aik Huang                                                    |
| 1972 | Jakarta Open                | Herrendoppel | 2     | Tan Aik Mong / Tan Aik Huang                                     |